# Santo Stefano (Poncijski otoci)
Santo Stefano (tal. Isola di Santo Stefano – Otok sv. Stjepana) je otok u Tirenskom moru uz zapadnu obalu Italije i dio Poncijskog otočja. Otprilike je kružnog oblika, s promjerom manjim od 400 metara, a nalazi se 2 km istočno od obližnjeg otoka Ventotene.

## Pregled
Kao i ostatak otočja, otok je nastao vulkanskom aktivnošću.

## Povijest
Otok je od rimskog doba nosio nekoliko imena, poput Partenope, Palmosa, Dommo Stephane i Borca.
Otokom danas dominira stari zatvor koji su izgradili Burbonci koji su bili vlasnici otoka. Dovršen je 1797., a bio je u upotrebi do 1965. Izvorno je imao 99 ćelija, veličine 4 puta 4 metra, za smještaj 4 zatvorenika, koje su kasnije prepolovljene kako bi se broj ćelija udvostručio. Toranj u sredini nije stražarnica, već kapelica u kojoj su zatvorenici pratili misno slavlje. Izgrađen za 600 zatvorenika, imao je 800 1817. (i 400 na Ventoteneu). Među zatvorenicima su Carmine Crocco, najvažniji razbojnik tijekom talijanskog ujedinjenja, i anarhist Gaetano Bresci, koji je ubio kralja Umberta I. 1900. godine. Tamo je bio zatvoren godinu dana prije nego što je pronađen obješen u svojoj ćeliji. Za vrijeme fašističkog režima zatvorenici su bili i budući predsjednik Italije Sandro Pertini, Umberto Terracini, Giorgio Amendola, Lelio Basso, Mauro Scoccimarro, Giuseppe Romita, Altiero Spinelli i Ernesto Rossi.
U listopadu 1860. dio bourbonskih trupa napustio je otok radi opsade Gaete. Tijekom pobune, neki zatvorenici Camorre proglasili su Republiku Santo Stefano. Zatvorenici su donijeli statut i ostali autonomni do siječnja 1861., kada je kontingent mornarice povratio otok.
Otok je nenaseljen od zatvaranja zatvora, osim za turiste koji ga danju posjećuju brodom.
Otok, koji je djelomično u privatnom vlasništvu, stavljen je na prodaju 2012. godine za 20.000.000 eura. To nije uključivalo zatvor, koji pripada talijanskoj državi.
European Observer je 26. srpnja 2021. izvijestio da će biti objavljen projekt obnove vrijedan 70 milijuna eura kako bi se otok pretvorio u europski think-tank, akademiju i muzej na otvorenom na visokoj razini u sklopu projekta europske integracije.

## Divlje životinje
Ovaj je otok nekoć bio utočište endemskom gušteru, gušteru Santo Stefano (Podarcis sicula sanctistephani). Izumro je 1965., vjerojatno zbog divljih mačaka i vrste zmije.

## Vanjske poveznice
- |  | Zajednički poslužitelj ima još gradiva o temi Santo Stefano (Poncijski otoci) |